# Giuseppe Nogari
Giuseppe Nogari (Venezia, 1699 – Venezia, 3 giugno 1763) è stato un pittore italiano esponente del Rococò.

## Biografia

L'apostolo Pietro

Fu allievo di Antonio Balestra, ma più probabilmente di Giovanni Battista Piazzetta o perlomeno ne subì l'influenza.
A partire dal 1726 fece parte della Corporazione veneziana dei pittori.
Ebbe commissioni dal Marchese Ottavio Casnedi, che per primo, notandone le capacità, iniziò a richiedergli dipinti di mezze figure.
Già nelle opere della fase iniziale della sua vita artistica (vedi le Quattro teste, antecedenti al 1736, dipinte su commissione del conte Carl Gustaf Tessin, mecenate e collezionista) è evidente che Nogari si ispirò ai ritratti di Rosalba Carriera e Rembrandt, che l'artista conosceva dai disegni della collezione di Zaccaria Sagredo.
Dalla fine del 1730, divenuto ormai noto, vari collezionisti tedeschi acquisirono parecchie sue opere soprattutto di tema religioso, andate perdute. Tra il 1736 e il 1739 Johann Matthias von der Schulenburg, suo mecenate e protettore, inviò in Germania almeno quattordici Teste, anch'esse perdute.
Dal 1739 al 1742, Nogari lavorò per la Casa Savoia a Torino dipingendo quattro Teste e realizzando la decorazione del Palazzo Reale di Torino con allegorie celebranti la gloria dei committenti, ora in parte poste nel padiglione di caccia di Stupinigi. Da queste traspare l'influenza di Jacopo Amigoni.
Ritornato a Venezia nel 1743, lavorò per Francesco Algarotti e successivamente per Federico Augusto II, elettore di Sassonia, dipingendo tre Teste e due Filosofi e per il console britannico a Venezia, Joseph Smith (due Teste e sette Ritratti di Artisti). Per i collezionisti tedeschi eseguì due Allegorie, entrambe antecedenti al 1749.
Negli anni '50, Nogari dipinse parecchie pale d'altare per le chiese venete, in particolare Cristo che consegna le chiavi a San Pietro nella cattedrale di Bassano, dove sembra voler concilare gli stili del Balestra e del Piazzetta e Il miracolo di San Giuseppe di Copertino ai Frari a Venezia. In questo periodo continuò a lavorare per il mercato tedesco, in particolare per Sigismund Streit, altro suo mecenate per cui eseguì sei dipinti, di cui restano quattro Allegorie.
Nel 1756 divenne membro dell'Accademia di belle arti di Venezia.
Furono suoi allievi Alessandro Longhi e Johann Gottlieb Prestel o Johann Gottlieb Pressler.
Giuseppe Nogari è noto soprattutto per i suoi ritratti sia a mezzo busto che a figura intera, rappresentanti soggetti di natura religiosa e storica, caratterizzati da buona espressività, dipinti a tinte tenui su fondo scuro. Spesso i personaggi rappresentati sono donne anziane o persone vestite miseramente.

## Opere
- Teste, quattro, Stoccolma, dalla collezione di Carl Gustav Tessin, prima del 1736
- Teste, quattro, Galleria Sabauda, Torino, 1739-1742
- Ritratto equestre del feldmaresciallo conte Johann Matthias von der Schulenburg
- Ritratto di ragazza con tamburello
- Ritratto di ragazzo con un flauto
- Un astronomo e Vecchia signora con un rosario (coppia)
- Anziana signora con una palla, olio su tela, 53,5 x 44 cm, Londra
- Sant'Agostino, 74 x 56 cm, Parigi
- Ritratto di ragazza con mandolino, olio su tela, 54 x 44,5 cm, Palidano, Gonzaga
- Ritratto di anziano signore con copricapo bianco e blu, olio su tela, 45,7 x 35,6 cm, South Kensington, Londra
- Ritratto di nobile con il suo cane, olio su tela, 93 x 74 cm, Mestre
- Archimede, 46 x 61 cm, stampa
- San Pietro Apostolo, olio su tela, 85 x 61 cm, Gemäldegalerie Alte Meister, Dresda, 1743
- Filosofi, due, Gemäldegalerie Alte Meister, Dresda, 1743-1750
- Teste, tre, Gemäldegalerie Alte Meister, Dresda, 1743-1750
- Ritratto di anziano signore, 30 x 41 cm, stampa, Galleria Estense, Modena
- Anziana signora con in mano una ciotola
- Anziana signora con scialle a strisce, pastello su due fogli incollati, 50,5 x 40 cm, Ailsa Mellon Bruce Fund, National Gallery of Art, Washington, DC, c.1743
- Anziana signora con una stampella, tela, 54 x 43 cm, Museo del Prado, Madrid
- Teste, due, Londra, Hampton Court, Royal Collection, 1743-1750
- Ritratti di Artisti, sette, Edimburgo, Holyrood Palace, Royal Collection, 1743-1750
- Cristo che consegna le chiavi a San Pietro, cattedrale di Bassano, c.1750
- Il miracolo di San Giuseppe da Copertino, Basilica di Santa Maria Gloriosa dei Frari, Venezia, c.1750
- Allegorie, due, Gemäldegalerie Alte Meister, Kassel, 1743-1749
- Allegorie, quattro, Gemäldegalerie, Berlino, c.1750
- Studio di testa di vecchio con capelli e barba bianchi ed incolti, tela, 46 x 38 cm, Raccolta Correr, Venezia[8]